# Антропов Петро Якович
Петро Якович Антропов (3 жовтня 1905, село Кульмеж Інсарського повіту Пензенської губернії, тепер селище Інсарського району, Мордовія, Російська Федерація — 23 червня 1979, місто Москва, Російська Федерація) — радянський діяч, міністр геології та охорони надр СРСР. Депутат Верховної ради СРСР 4—5-го скликань. Герой Соціалістичної Праці (4.01.1954)

## Біографія
Народився в селянській родині, навчався в початковій сільській школі. У 1921—1923 роках був учнем у пімокатній (валянковаляльній) майстерні. У 1923—1925 навчався в школі 2-го ступеня села Інсара. У 1925—1927 роках — робітник механічних майстерень «Грознафти» в Грозному.
З 1927 року навчався в Москві на геологічному відділенні фізико-математичного факультету 1-го Московського державного університету (1927—1930) та в геологорозвідувальному інституті імені Серго Орджонікідзе (1930—1932).
Член ВКП(б) з 1932 року.
У 1932—1933 роках — аспірант, декан геологічного факультету, заступник директора Московського геологорозвідувального інституту.
З квітня до серпня 1933 року — заступник керуючого — головний інженер Середньоазіатського геологорозвідувального тресту в Ташкенті.
З 1933 року — головний інженер, у 1935—1937 роках — керуючий Східно-Сибірського геологорозвідувального тресту в Іркутську.
У жовтні 1937 — січні 1939 року — начальник Головного управління свинцево-цинкової промисловості Народного комісаріату важкої промисловості СРСР. У 1939—1940 роках — 1-й заступник народного комісара кольорової металургії СРСР. У 1940—1941 роках — член Ради з металургії та хімії при РНК СРСР. У 1941—1942 роках — 1-й заступник народного комісара кольорової металургії СРСР. У серпні 1942 року був заарештований за звинуваченням у посадових зловживаннях, перебував під слідством, але вже у вересні 1942 був звільнений з арешту. У грудні 1942 — серпні 1945 року — заступник члена Державного комітету оборони СРСР Анастаса Мікояна.
З серпня 1945 року — заступник начальника 1-го Головного управління при РНК (Раді міністрів) СРСР, брав участь в «атомному проєкті СРСР». У 1949—1953 роках — начальник 2-го Головного управління при РМ СРСР. У 1953 році — заступник начальника 1-го Головного управління при РМ СРСР, заступник міністра середнього машинобудування СРСР.
31 серпня 1953 — 24 лютого 1962 року — міністр геології та охорони надр СРСР.
З лютого 1962 року — заступник міністра середнього машинобудування СРСР, у 1963—1965 роках — заступник голови Державного виробничого комітету з середнього машинобудування СРСР. З жовтня 1965 року — заступник міністра середнього машинобудування СРСР.
Помер 23 червня 1979 року в Москві. Похований на Кунцевському цвинтарі.

## Нагороди
- Герой Соціалістичної Праці (4.01.1954)
- п'ять орденів Леніна (26.04.1939, 19.10.1943, 29.10.1949, 4.01.1954, 1.10.1955)
- чотири ордени Трудового Червоного Прапора (25.07.1942, 10.02.1944, 21.08.1953, 29.07.1966)
- медалі
- Ленінська премія (1978) — за розробку методу з підземного вилуговування урану.
- Сталінська премія (1951)